# 연영규
연영규(延瑛奎, 1935년 7월 21일~2024년 4월 23일)는 대한민국의 금융인이다.

## 학력
- 경기고등학교 졸업
- 서울대학교 상과대학 졸업

## 경력
- 한국상업은행 입사
- 1982년~1992년 동남증권 대표이사 회장
- 1992년 7월~1993년 4월 보람증권 대표이사 회장
- 1990년 한국증권업협회 업무위원회 위원장
- 1993년 4월~1998년 2월 제41~42대 한국증권업협회 회장

## 가족 관계
- 아들: 연태훈, 연태진
  - 며느리: 유승연, 인세라
    - 손주: 연제욱, 연제인, 연지형

## 참고 문헌
- <약력>연영규 증권업협회 신임회장 당시 기사 (1993년)